# Puka Rua
Puka Rua (andere Schreibweise: Pukaruha, alter Name: Serle oder Serle Island) ist ein Atoll im äußersten Osten des Tuamotu-Archipels im Südpazifik.

## Geographie
Puka Rua besteht aus einer lang gestreckten Hauptinsel mit 64 kleinen und kleinsten Motus. Das Atoll ist insgesamt 15 km lang und 3,5 km breit. Die ein wenig an einen Angelhaken erinnernde Hauptinsel erstreckt sich über die gesamte Länge an der Ostseite und ist nur 300 m breit. Die Landfläche aller Inseln beträgt zusammen 6,5 km², die Lagune ist jedoch mit 23 km² wesentlich größer.
Die einstige vulkanische Zentralinsel des Atolls ist bereits seit langer Zeit versunken, was für ein geologisch recht hohes Alter spricht. Das Atoll ist von einem Korallenriff umgeben, mit nur einer künstlich vertieften, engen Durchfahrt in Höhe des Dorfes.
Von der ursprünglichen Flora sind nur noch geringe Reste auf einigen kleineren Motus erhalten. Die Vegetation der Hauptinsel wurde im 19. und 20. Jahrhundert für die Anlage von Kokosplantagen großflächig umgestaltet.

## Verwaltung und Infrastruktur
Politisch ist Puka Rua eine Teilgemeinde (Commune associée) der Gemeinde Reao und gehört zu Französisch-Polynesien. Das einzige Dorf, Marautagaroa im Norden der Hauptinsel, hat 207 Einwohner. Am Rand des Dorfes befindet sich noch ein Unterstand des Centre d'expérimentation du Pacifique (CEP), in dem die Bewohner während der französischen Nukleartests auf Mururoa und Fangataufa Schutz suchen sollten.
Im Jahr 2000 wurde ein Flugplatz mit einer 1.000 m langen Landebahn eröffnet und im April 2006 auf 1.200 Meter verlängert (ICAO: NTGQ; IATA: PUK). Der Regionalflugplatz wird nur von kleinen Propellermaschinen der Air Tahiti angeflogen. Eine überwiegend unbefestigte Straße durchquert die Hauptinsel von Nord nach Süd und erschließt das Flugfeld und die Kokosplantagen.
Die Insel exportiert in geringem Umfang Kopra, die in zwei offenen Lagerhäusern getrocknet und aufbewahrt wird. Verschifft wird sie von einer Mole, die nur das Anlaufen mit kleinen Booten erlaubt.
Die relativ flache Lagune ist wegen der zahlreichen Riesen- oder Mördermuscheln (Tridacna gigas) (polynesisch: paʻua), Seegurken und rosa Austern für Taucher und Schnorchler interessant. Eine touristische Infrastruktur fehlt jedoch völlig.

## Geschichte
Systematische archäologische Grabungen hat es bisher auf Puka Rua nicht gegeben. Der amerikanische Anthropologe Kenneth P. Emory vom Bernice P. Bishop Museum in Honolulu suchte 1930 die Oberfläche nach Überresten von Baustrukturen der Ureinwohner ab. Im südöstlichen Teil der Insel fand er die Reste einer Zeremonialplattform, des Marae Heragi, dessen heute noch erhaltene Hauptachse parallel zur Lagune gebaut ist. Östlich dieser Anlage sah Emory Überbleibsel einer weiteren kleinen, etwa 3 m langen und 1,5 m breiten Plattform, von der heute nur noch ein Steinhaufen verblieben ist. Auch hinter der Kirche soll es einen Marae der Ureinwohner gegeben haben, er ist heute jedoch völlig zerstört.
Am südlichen Ende des Atolls, bei Maite, sind heute noch in einem Kokoshain die Spuren von Pflanzgruben der polynesischen Ureinwohner zu erkennen. Mit langen Gräben wurde die Ghyben-Herzberg-Linse angeschnitten und die Vertiefung sodann mit Humus und Kompost verfüllt, um so auf den nur gering wasserhaltigen und wenig fruchtbaren Sandböden den Anbau von Taro, einer Pflanze, die sumpfiges Gelände bevorzugt, zu ermöglichen.
Mit hoher Wahrscheinlichkeit ist Puka Rua mit der am 28. Juni 1797 von James Wilson, Kapitän des britischen Missionsschiffes Duff entdeckten Insel identisch:

„Am 28. entdeckten wir wiederum eine der niedrigen Inseln, auf denen Kokospalmen wuchsen, welches uns begierig machte auf derselben zu landen, um einige dieser erquickenden Früchte für die Mannschaft und frisches Gras für unsere Ziegen zu erlangen. Die Landung gelang uns, obgleich mit vieler Schwierigkeit wegen der starken Brandung, die sich unaufhörlich an den Korallenfelsen findet. Weit größer aber waren die Schwierigkeiten, von der Insel wieder die Boote zu erreichen und nur nachdem wir eine traurige Nacht bey heftigem Regenwetter dort zugebracht hatten, waren wir so glücklich mit Lebensgefahr und großen Beschwerden wieder zu unseren Booten zu gelangen, worauf wir ein Gelübde thaten, uns nie ohne die äußerste Noth auf eine dieser halb überschwemmten Inseln zu wagen. Die Insel ward Serlesinsel [im engl. Originaltext: serle’s island] genannt.“

Wilson benannte die Insel nach Ambrose Serle (1742–1812), dem Sekretär von Lord Howe und Autor des Buches „Horae Solitariae“, einem damals sehr populären, frommen Traktat.
Dem Bericht Wilsons sind keine Hinweise auf mögliche Bewohner zu entnehmen. Einen ersten Hinweis auf die polynesischen Einwohner gibt Frederick William Beechey, der Puka Rua am 21. Januar 1826 aufsuchte, jedoch nicht an Land ging. Als die Blossom in geringem Abstand die Nordwestspitze umsegelte, konnte Beechey mehrere tätowierte Krieger erkennen, die mit Speeren oder langen Stöcken und Keulen bewaffnet waren sowie mehrere spärlich bekleidete Frauen. Hinter den Bäumen stiegen einige Rauchsäulen auf, die ihn eine Ansiedlung vermuten ließen. Beechey schätzt die Einwohnerzahl auf höchstens einhundert Personen, Boote oder Kanus konnte er nicht erkennen.
Die erste detaillierte Karte wurde während der United States Exploring Expedition (US Ex. Ex.) gezeichnet, die von der United States Navy von 1838 bis 1842 unter dem Kommando von Charles Wilkes den Pazifik und die Antarktisregion erforschte. Die Forscher der US Ex. Ex. landeten unter dem Kommando von Leutnant Alden am 16. August 1839 auf Puka Rua und erforschten die Insel einen Tag lang. Alden berichtet von nur wenigen Bewohnern, die den Besuchern friedlich und neugierig begegneten. Einige der Männer waren tätowiert und mit Speeren bewaffnet.

Ansichten
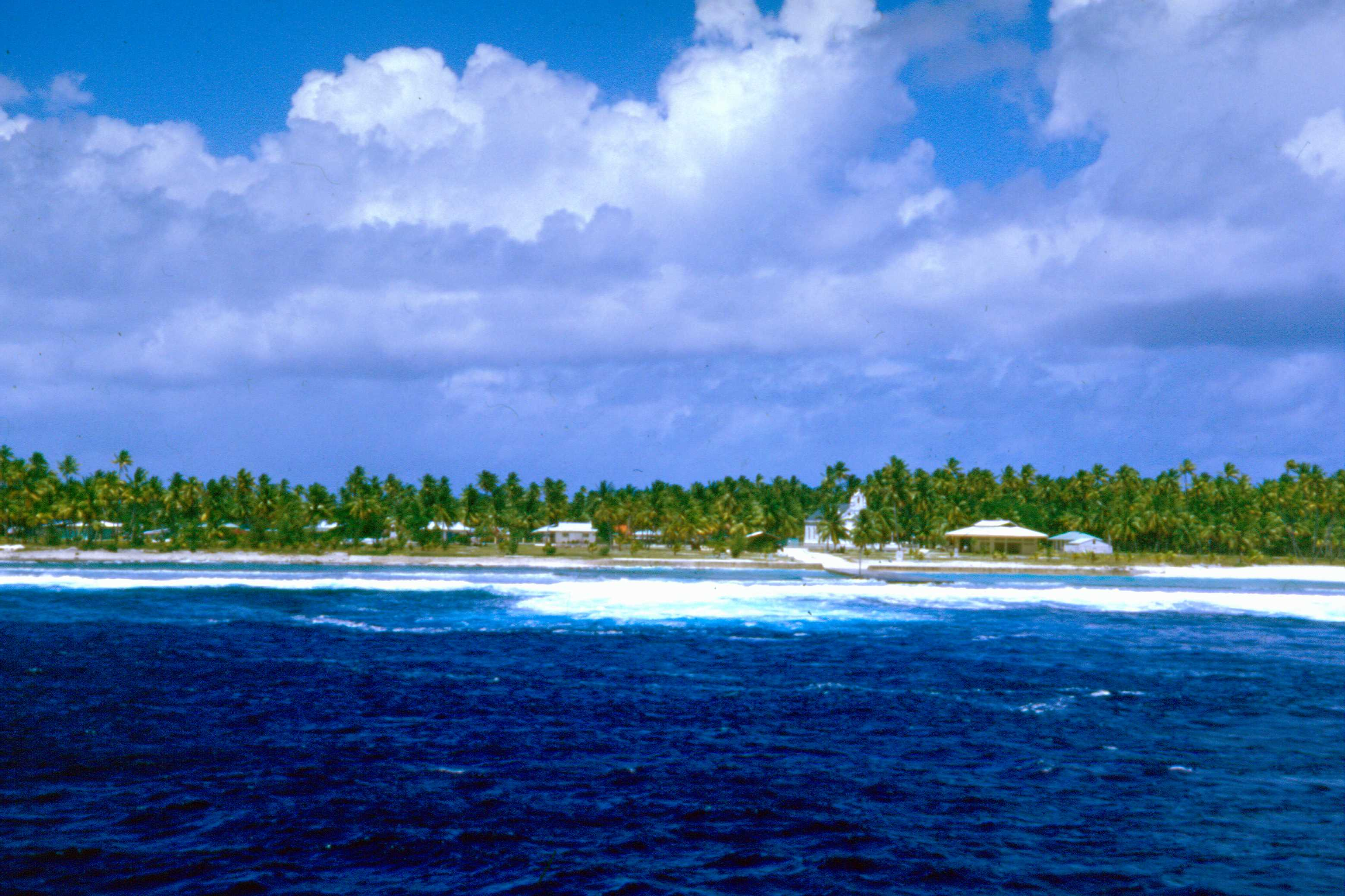
Puka Rua, Hauptinsel mit dem Dorf Marautagaroa
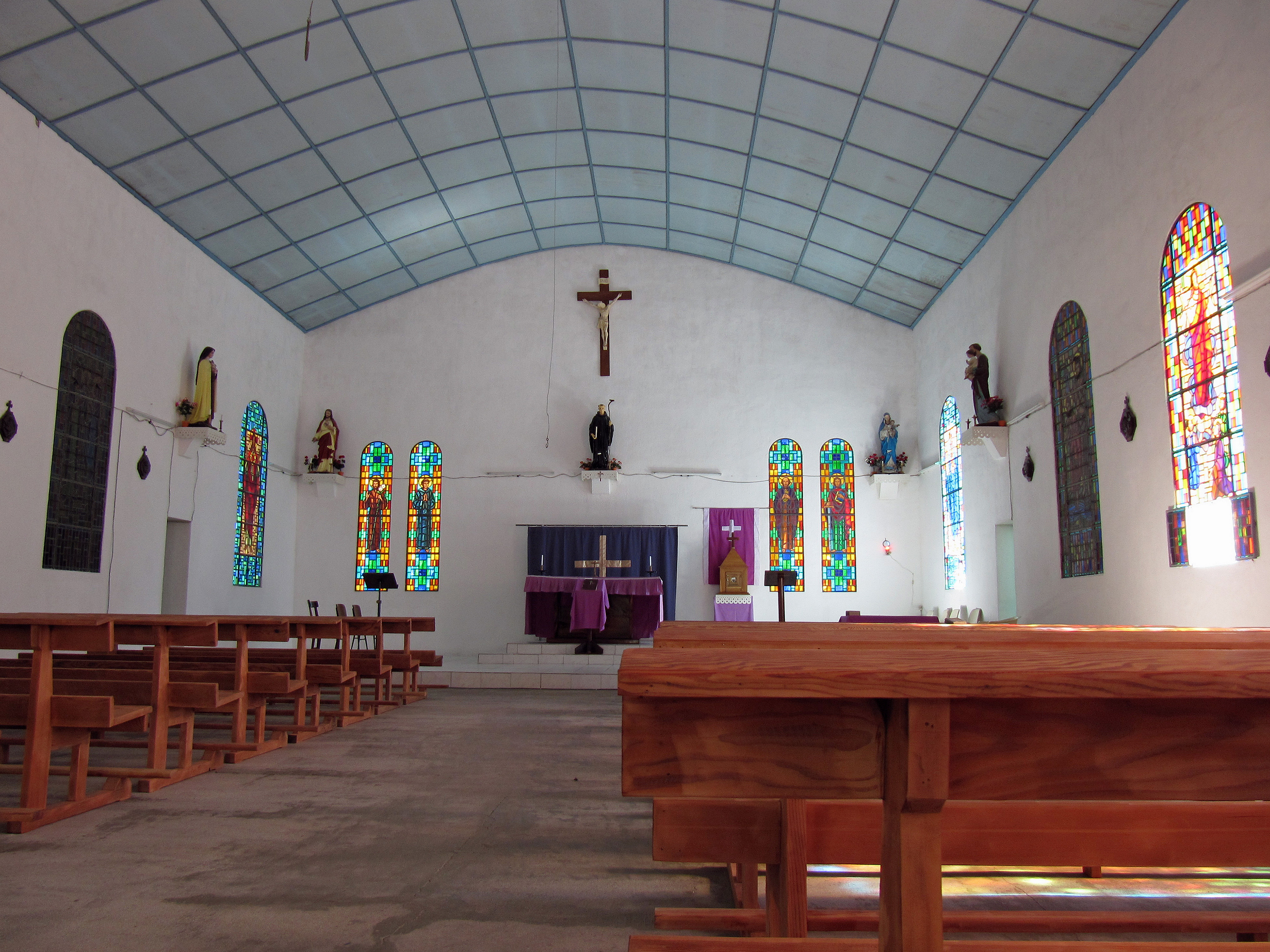
Kirche von Marautagaroa
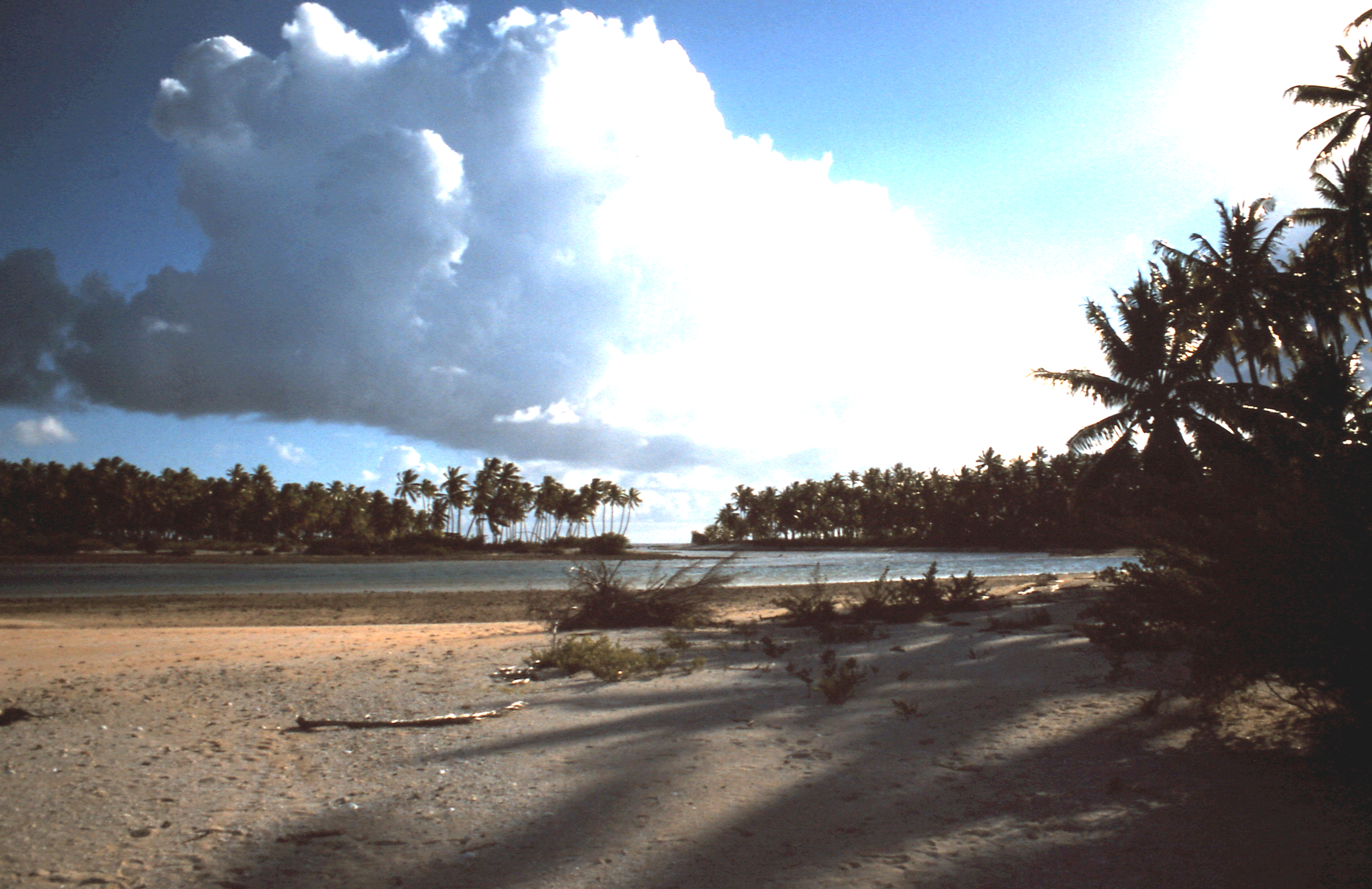
Puka Rua
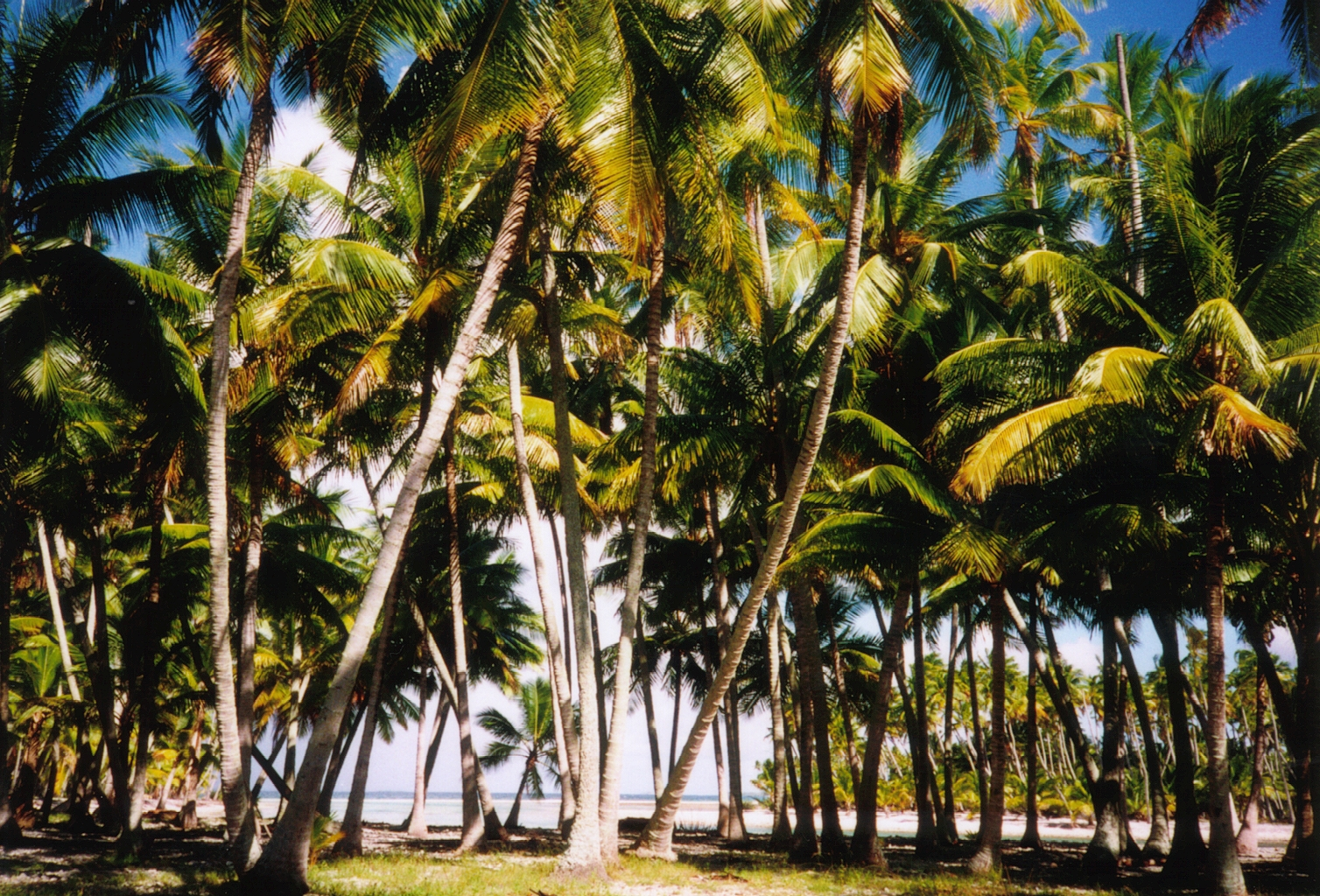
Palmenhain auf Puka Rua, im Hintergrund die Lagune